# Luís Filipe de Lima
Luís Filipe de Lima (Rio de Janeiro, 24 de maio de 1967) é um violonista, arranjador, compositor, jornalista, ator, e diretor teatral brasileiro.
É filho do ator Luis de Lima. Já trabalhou com vários sambistas como Dona Ivone Lara, Beth Carvalho, Martinho da Vila, Élton Medeiros, Wilson Moreira, Nei Lopes, Elza Soares, entre outros.

## Novelas
| Ano     | Novela                   | Personagem                   | Emissora |
| 1979/80 | Os Gigantes              | Fernando Lucas (criança)     | TV Globo |
| ------- | ------------------------ | ---------------------------- | -------- |
| 1980    | Olhai os Lírios do Campo | Eugênio (criança)            | TV Globo |
| 1980/81 | As Três Marias           | Luciano (irmão de Maria José | TV Globo |
| 1984    | Partido Alto             | Felipe Cruz                  | TV Globo |

## Livros
- Um vento sagrado: história de vida de um adivinho da tradição nagô-kêtu brasileira[5]